# Tulska Suworowska Szkoła Wojskowa

Wielki emblemat szkoły

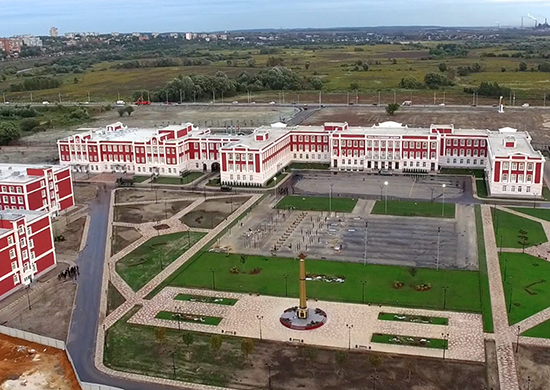
Tulska Suworowska Szkoła Wojskowa

Tulska Suworowska Szkoła Wojskowa (ros. Тульское суворовское военное училище, ТлСВУ) – specjalistyczna szkoła w ZSRR dla młodzieży w wieku szkolnym, odpowiednik liceum wojskowego, działająca w latach 1944–1960. 
Radzieckie specjalistyczne szkoły wojskowe dla młodzieży zostały utworzone po napaści Niemiec na ZSRR, zgodnie z postanowieniem Rady Komisarzy Ludowych ZSRR z 21 sierpnia 1943 „w sprawie pilnych działań w celu przywrócenia gospodarki na terenach wyzwolonych spod okupacji niemieckiej”. Oprócz innych form pomocy dla sierot wojennych (sierocińce) była również część dotycząca utworzenia skoszarowanych szkół wojskowych dla dzieci i młodzieży. Wtedy właśnie szkoły średnie tego typu otrzymały swoją nazwę od rosyjskiego generała Aleksandra Suworowa.
Szkoły zapewniały wykształcenie średnie i jednocześnie przygotowały swoich uczniów do wstąpienia do wyższych wojskowych szkół dowódczych wojsk lądowych.
Absolwenci SWU nazywają siebie suworowcami.

## Historia
Rozkaz Nr 01 w sprawie utworzenia Tulskiej Suworowskiej Szkoły Wojskowej i objęciu nad nią dowództwa wydał 7 lipca 1944 generał major I. S. Chochłow. Szkoła została zorganizowana w Tule w budynkach byłego seminarium duchownego, działającego do 1918. 7 listopada 1944 (rocznica Rewolucji Październikowej) nastąpiło uroczyste otwarcie szkoły. Pierwsi absolwenci opuścili jej mury w 1949. Najliczniejszą promocją była ósma – 137 suworowców, w tym złoty medal przyznano 12, a srebrny – 39 absolwentom.
Zgodnie z postanowieniem Rady Ministrów nr 662 z 24 czerwca 1960 i dyrektywy Głównodowodzącego Wojskami Lądowymi nr OSH/290450 z 4 lipca 1960 – Tulska SSW 10 września 1960 została rozwiązana, a na jej bazie zorganizowano szkołę z internatem, funkcjonującą do sierpnia 2001. Ponad 400 uczniów zostało rozmieszczonych w innych suworowskich szkołach (Woroneż, Moskwa, Mińsk).

## Komendanci Szkoły
- 1944–1945 – generał major Iwan Chochłow
- 1945–1947 – generał major Dmitrij Frołow
- 1947–1950 – generał porucznik Aleksiej Siemienow
- 1950–1956 – generał major Andriej Szurszyn
- 1956–1960 – generał major Michaił Sipowicz (Bohater Związku Radzieckiego)

## Absolwenci
- Anatolij Wituszkin – radziecki i rosyjski matematyk